# Албии
Албиите (на латински: gens Albia) са плебейска фамилия от Древен Рим. Имат когномен Карин (Carrinas).
Известни с името Албий:
- Гай Албий Карин, претор 82 пр.н.е.
- Гай Албий Карин, суфектконсул 43 пр.н.е.
- Карин, споменат от Цицерон през 45 пр.н.е. [2]
- Карин Секунд, реторик през 1 век.

Жени:
- Албия